# Hermanville-sur-Mer
Hermanville-sur-Mer és un municipi francès situat al departament de Calvados i a la regió de Normandia. L'any 2007 tenia 2.697 habitants.

## Demografia

### Població
El 2007 la població de fet de Hermanville-sur-Mer era de 2.697 persones. Hi havia 1.060 famílies de les quals 232 eren unipersonals (92 homes vivint sols i 140 dones vivint soles), 368 parelles sense fills, 396 parelles amb fills i 64 famílies monoparentals amb fills.
La població ha evolucionat segons el següent gràfic:
Habitants censats

### Habitatges
El 2007 hi havia 1.689 habitatges, 1.071 eren l'habitatge principal de la família, 576 eren segones residències i 42 estaven desocupats. 1.420 eren cases i 166 eren apartaments. Dels 1.071 habitatges principals, 874 estaven ocupats pels seus propietaris, 172 estaven llogats i ocupats pels llogaters i 25 estaven cedits a títol gratuït; 5 tenien una cambra, 50 en tenien dues, 157 en tenien tres, 248 en tenien quatre i 611 en tenien cinc o més. 832 habitatges disposaven pel capbaix d'una plaça de pàrquing. A 455 habitatges hi havia un automòbil i a 552 n'hi havia dos o més.

### Piràmide de població
La piràmide de població per edats i sexe el 2009 era:
| Homes | Edats   | Dones |
| ----- | ------- | ----- |
| 0     | 95 o +  | 4     |
| 0     | 90 a 94 | 4     |
| 20    | 85 a 89 | 16    |
| 16    | 80 a 84 | 16    |
| 36    | 75 a 79 | 52    |
| 56    | 70 a 74 | 40    |
| 48    | 65 a 69 | 72    |
| 48    | 60 a 64 | 64    |
| 64    | 55 a 59 | 28    |
| 128   | 50 a 54 | 132   |
| 112   | 45 a 49 | 100   |
| 88    | 40 a 44 | 116   |
| 152   | 35 a 39 | 84    |
| 60    | 30 a 34 | 104   |
| 80    | 25 a 29 | 80    |
| 76    | 20 a 24 | 96    |
| 88    | 15 a 19 | 112   |
| 100   | 10 a 14 | 68    |
| 72    | 5 a 9   | 80    |
| 64    | 0 a 4   | 76    |

## Economia
El 2007 la població en edat de treballar era de 1.817 persones, 1.295 eren actives i 522 eren inactives. De les 1.295 persones actives 1.224 estaven ocupades (622 homes i 602 dones) i 71 estaven aturades (31 homes i 40 dones). De les 522 persones inactives 242 estaven jubilades, 169 estaven estudiant i 111 estaven classificades com a «altres inactius».

### Ingressos
El 2009 a Hermanville-sur-Mer hi havia 1.108 unitats fiscals que integraven 2.807,5 persones, la mediana anual d'ingressos fiscals per persona era de 21.333 €.

### Activitats econòmiques
Dels 101 establiments que hi havia el 2007, 2 eren d'empreses alimentàries, 2 d'empreses de fabricació d'altres productes industrials, 17 d'empreses de construcció, 24 d'empreses de comerç i reparació d'automòbils, 5 d'empreses de transport, 6 d'empreses d'hostatgeria i restauració, 2 d'empreses d'informació i comunicació, 5 d'empreses financeres, 8 d'empreses immobiliàries, 13 d'empreses de serveis, 9 d'entitats de l'administració pública i 8 d'empreses classificades com a «altres activitats de serveis».
Dels 31 establiments de servei als particulars que hi havia el 2009, 1 era una oficina de correu, 3 tallers de reparació d'automòbils i de material agrícola, 2 paletes, 1 guixaire pintor, 3 fusteries, 5 lampisteries, 2 electricistes, 2 empreses de construcció, 3 perruqueries, 2 restaurants, 6 agències immobiliàries i 1 saló de bellesa.
Dels 6 establiments comercials que hi havia el 2009, 1 era una botiga de més de 120 m², 2 fleques, 1 una fleca, 1 una sabateria i 1 una joieria.
L'any 2000 a Hermanville-sur-Mer hi havia 13 explotacions agrícoles que ocupaven un total de 369 hectàrees.

## Equipaments sanitaris i escolars
L'únic equipament sanitari que hi havia el 2009 era una farmàcia.
El 2009 hi havia una escola elemental.

## Poblacions més properes
El següent diagrama mostra les poblacions més properes.